# Boerhavia
Boerhavia es un género con 208 especies descritas y de estas , solo 105 aceptadas de plantas  perteneciente a la familia Nyctaginaceae.

## Descripción
Hierbas anuales o perennes, a veces leñosas en la base, erectas, ascendentes o decumbentes, sin espinas o brotes espolonados; plantas hermafroditas. Hojas opuestas y normalmente desiguales en un nudo, enteras a undulado-lobadas, pecioladas. Inflorescencias terminales, flores en glomérulos solitarios, racemosos o paniculados, sésiles o pedicelados, 1–3 pequeñas bractéolas en la base del tubo del cáliz; cáliz contraído encima del ovario, grueso, tubular, verde y persistente abajo (caliciforme), más delgado, campanulado, colorido, levemente 5-lobado, caduco arriba (coroliforme); estambres (1) 2 o 3 (–5), iguales, connados en la base, exertos; pistilo estipitado, estigma peltado o capitado, comúnmente exerto. Antocarpo seco, oblanceolado, claviforme a obpiramidal, (3–) 5 (10)-acostillado, glabro o pubescente-glandular.

## Taxonomía
El género fue descrito por Carlos Linneo y publicado en Species Plantarum 1: 3. 1753. La especie tipo es: Boerhavia erecta L.
Etimología
Boerhavia: nombre genérico otorgado en honor del botánico neerlandés Herman Boerhaave.

## Especies seleccionadas
- Boerhavia acutifolia
- Boerhavia adscendens
- Boerhavia africana
- Boerhavia agglutinans
- Boerhavia aggregata
- Boerhavia alamasona
- Boerhavia coccinea Mill. - Tostón de Cuba[3]
- Boerhavia diffusa L.
- Boerhavia erecta L. - Tostón de Cuba[3]
- Boerhavia hirsuta L. - Pegajosa del Perú[3]
- Boerhavia scandens L. - Bejuco de purgación, yerba de la purgación[3]